# 1910 en cyclisme
| Années du cyclisme : 1907 - 1908 - 1909 - 1910 - 1911 - 1912 - 1913    |
| Décennies du cyclisme : 1880 - 1890 - 1900 - 1910 - 1920 - 1930 - 1940 |

Les faits marquants de l'année 1910 en cyclisme.

## Par mois

### Mars
- 20 mars : le Français Omer Beaugendre gagne la Première édition de Gênes-Nice. L'épreuve ne reprendra qu'en 1914.
- 27 mars : le Français Octave Lapize gagne le Paris-Roubaix pour la deuxième année d'affilée.

### Avril
- 3 avril : le Français Eugène Christophe gagne le Milan-San Remo.
- 10 avril : l'Italien Vincenzo Borgarello gagne le Tour du Piémont.

### Mai
- 1er mai : le Français Maurice Brocco gagne Paris-Bruxelles.
- 1er mai : le Français Jean Baptiste Dortignacq gagne la première édition du Tour de Romagne.
- 5 mai : le Belge Jacques Coomans gagne l' Étoile Carolorégienne.
- 8 mai : le Belge Henri Haulet devient champion de Belgique sur route.
- 8 mai : le Français Émile Georget devient champion de France sur route.
- 15 mai : le Français Émile Georget gagne Bordeaux-Paris.
- 18 mai : départ de la deuxième édition du Tour d'Italie.
- 22 mai : l'Espagnol José Magdalena devient champion d'Espagne sur route.
- 22 mai : le Suisse Charles Guyot conserve son titre de champion de Suisse sur route.

### Juin
- 5 juin : l'Italien Carlo Galetti gagne le Tour d'Italie.
- 19 juin : le Belge Jules Messelis gagne le Tour de Belgique.

### Juillet
- 3 juillet : départ du huitième Tour de France, la voiture balai est créée . C'est le Français Charles Crupelandt qui gagne la 1re étape Paris-Roubaix et qui prend la tête du classement général. Au sprint il est venu à bout dans de l'ordre du Belge Cyrille Van Hauwaert, du Français Octave Lapize et du Luxembourgeois François Faber.
- 5 juillet : le Luxembourgeois François Faber gagne la 2e étape du Tour de France Roubaix-Metz, il devance le Français Gustave Garrigou de 7 minutes, le Français Octave Lapize et le Belge Cyrille Van Hauwaert de 17 minutes. Faber prend la tête de l'épreuve avec 5 pts, Lapize et Van Hauwaert sont 2e à égalité avec 6 pts.
- 7 juillet : le Français Emile Georget gagne la 3e étape du Tour de France Metz-Belfort qui emprunte le Ballon d'Alsace. Le Luxembourgeois François Faber 2e arrive 4 minutes après lui. Le Français Gustave Garrigou est 3e à 5 minutes. Le Belge Cyrille Van Hauwaert termine 5e à 14 minutes. Quant au Français Octave Lapize, il finit 6e à 20 minutes. Au classement général : 1er Faber 7 pts, 2e Van Hauwaert 11 pts, 3e Lapize 12 pts.
- 9 juillet : le Luxembourgeois François Faber gagne la 4e étape du Tour de France Belfort-Lyon lors d'un sprint à cinq où figurent l'Italien Ernesto Azzini 2e et le Français Louis Trousselier 3e. Faber égale ainsi le Français Louis Trousselier en étant co-recordman de victoires d'étapes sur le Tour avec 12 bouquets. Le Belge Cyrille Van Hauwaert termine 20e et le Français Octave Lapize finit 21e. L'étape voit aussi l'abandon du Français Lucien Petit-Breton. Au classement général : 1er Faber 8 pts, 2e le Français Gustave Garrigou 23 pts, 3e Cyrille Van Hauwaert 31 pts, 4e Octave Lapize 33 pts. A ce moment de la course la victoire finale de Faber semble ne faire aucun doute.
- 11 juillet : le Français Octave Lapize gagne la 5e étape du Tour de France Lyon-Grenoble malgré une crevaison à 14 KM de l'arrivée, il termine l'étape sur la jante. Le Français Charles Crupelandt est 2e à 2 minutes et le Belge Cyrille Van Hauwaert est 3e à 4 minutes. Le Luxembourgeois François Faber Termine 6e à 21 minutes. Au classement général : 1er Faber 14 pts, 2e le Français Gustave Garrigou 30 pts, 3e Octave Lapize 34 pts.
- 13 juillet : le Français Julien Maitron gagne la 6e étape du Tour de France Grenoble-Nice qui emprunte la côte de Laffrey et le col Bayard. Il s'impose au sprint devant le Français Charles Crupelandt et le Belge André Blaise. Le Leader, le Luxembourgeois François Faber termine 9e à 21 minutes. Faber a à présent 23 pts au classement général suivi par le Français Gustave Garrigou 35 pts, le Belge Cyrille Van Hauwaert est 3e avec 38 pts, le Français Octave Lapize est 4e avec 42 pts.
- 15 juillet : le Luxembourgeois François Faber gagne la 7e étape du Tour de France Nice-Nimes. Faber dépasse le Français Louis Trousselier et devient seul recordman de victoires d'étapes sur le Tour avec 13 succès aux arrivées. Il devance le Français Georges Paulmier de 4 minutes, ce dernier s'imposant au sprint sur le Français Octave Lapize 3e, Louis Trousselier 4e, le Français Gustave Garrigou 5e et l'Italien Ernesto Azzini 6e. François Faber est toujours en tête du classement général avec 24 pts, 2e Gustave Garrigou 40 pts, 3e Octave Lapize 45 pts.
- 17 juillet : le Français Georges Paulmier gagne la 8e étape du Tour de France Nimes-Perpignan en battant son compatriote Julien Maitron au sprint. Le Français Octave Lapize est 3e à dix minutes. Le leader, le Luxembourgeois François Faber termine 9e à 17 minutes. Il a 33 pts au classement général à présent, le 2e est Octave Lapize 48 pts et le 3e est le Belge Cyrille Van Hauwaert 56 pts.
- 17 juillet : le Belge Florent Luynck gagne le Grand Prix de l'Escaut.
- 17 au 25 juillet : championnats du monde de cyclisme sur piste à Bruxelles. Le Français Emile Friol est champion du monde de vitesse professionnelle pour la deuxième fois. Le Britannique William Bailey est champion du monde de vitesse amateur pour la deuxième fois d'affilée.
- 19 juillet : le Français Octave Lapize gagne la 9e étape du Tour de France Perpignan-Luchon qui emprunte pour la première fois les cols du Puymorens, Port et Portet d'Aspet. Son avance à Luchon est de 18 minutes sur le Français Emile Georget 2e et de 22 minutes sur le Luxembourgeois François Faber 3e. Au classement général ce dernier reste en tête avec 36 pts, devant Octave Lapize 49 pts et le Belge Cyrille Van Hauwaert 68 pts. A noter qu'un changement de comptage des points pour les 46 rescapés de l'épreuve, en ne tenant plus en compte les points des coureurs ayant abandonné. Par exemple le dernier de la 1ere étape marque 46 pts au lieu de 100 pts.
- 21 juillet : le Français Octave Lapize gagne la 10e étape du Tour de France Luchon-Bayonne qui emprunte pour la première fois les cols de Peyresourde, d'Aspin, du Tourmalet et de l'Aubisque. Il est à noter que si Lapize franchit le premier le col du Tourmalet 500 mètres devant son compatriote Gustave Garrigou, seul ce dernier a monté le col sans mettre pied à terre méritant ainsi d'avoir au sommet de ce col sa statue à l'instar de celle de Lapize qui a alterné pédalages et courses à pied. A Bayonne Lapize s' impose au sprint devant l'Italien Pierino Albini. Pour la troisième place, 10 minutes après, le Luxembourgeois François Faber domine au sprint les Français Louis Trousselier et François Lafourcade. Au classement général Faber a bien limité les dégâts il sort des étapes de montagnes avec 36 pts, son second Lapize a 46 pts et le 3e le Belge Van Houwaert a 73 pts. De retour sur la plaine avec 10 pts d'avance Faber semble bien parti pour se succéder à lui même au palmarès du Tour.
- 23 juillet : la 11e étape du Tour de France Bayonne-Bordeaux revient au Français Ernest Paul après le déclassement de son compatriote Charles Crupelandt pour sprint irrégulier. Ce dernier est classé 4e. Cela fait les affaires du Français Charles Cruchon classé 3e et de l'Italien Luigi Azzini classé 4e. Arrive ensuite un groupe à 36 minutes où  Le Français Octave Lapize prend la 7e place et le Luxembourgeois François Faber la 10e place. Au classement général Faber reste leader avec 46 pts mais Lapize se fait menaçant avec 53 pts. Charles Cruchon monte à la 3e place avec 84 pts.
- 24 juillet l'Allemand Karl Wittig devient le premier champion d'Allemagne sur route. l'épreuve ne reprendra qu'en 1913.
- 25 juillet : le Français Louis Trousselier améliore son record de victoires d'étapes sur le Tour de France en gagnant la 12e étape Bordeaux-Nantes. Il redevient co-recordman d'étapes sur le Tour avec 13 victoires avec le Luxembourgeois François Faber. pour cela il a du s'imposer au sprint face au Belge Cyrille Van Hauwaert 2e, les Français Gustave Garrigou 3e et Octave Lapize 4e et l'Italien Aldo Bettini 5e. Le leader, le Luxembourgeois François Faber a vécu une journée terrible, il est tombé à Marans. Il se relève avec quelques contusions et repart. C'est son vélo qui a le plus souffert, une moitié du guidon est brisée et Faber ne peut plus pédaler que sur l'axe d'une des pédales. Il roule une main sur le guidon et une autre sur la potence et termine 10e seulement à 11 minutes du vainqueur. Au classement général sa place de leader ne tient plus qu'a un fil Faber a 56 pts et Lapize 57 pts. Quant à Van Hauwaert il ne représente pas une menace puisqu'il est 3e avec 87 pts .
- 27 juillet : le Français Gustave Garrigou s'impose dans la 13e étape du Tour de France Nantes-Brest, le 2e son compatriote Julien Maitron est à 4 minutes. Le Français Octave Lapize termine 5e à 14 minutes et le Luxembourgeois François Faber finit 9e à 24 minutes. Le Luxembourgeois François Faber blessé en cette fin de Tour (il a chuté lourdement à Marans) cède la place de leader de l'épreuve au Français Octave Lapize. Le classement général s' établit ainsi : 1er Lapize 62 pts, 2e Faber 65 pts, 3e Garrigou 89 pts.
- 29 juillet : le Français Octave Lapize survolté à l'idée de gagner le Tour remporte la 14e étape Brest-Caen. Pour cela il a du d'abord chasser derrière le Luxembourgeois François Faber échappé dès le départ. Un ennui mécanique stoppe ce dernier, Lapize le rejoint, fonce et creuse alors l'écart sur le Luxembourgeois qui n'abdique pas pour autant. Lapize dispose des relais du Français Gustave Garrigou 2e et Ernest Paul 3e qu'il bat au sprint à Caen. Faber courageux arrive 4e à 41 minutes (le temps n' importe pas seul le classement d'étape) . L'attitude de Ernest Paul demi frère de Faber donne lieu à des commentaires. Certes le règlement lui interdisait d'aider son frère en l'attendant et en roulant pour lui. Mais rien non plus ne l'obligeait à prendre des relais et distancer son petit frère. Au classement général : 1er Lapize 57 pts, 2e Faber 67 pts, 3e Garrigou 78 pts. Le comptage des points change en ne tenant plus compte des places obtenues par ceux qui ont abandonné avant d'arriver à Caen. Par exemple le dernier de la 1ere étape ne marque plus que 41 pts à la place de 100 pts (il reste 41 hommes en course.
- 31 juillet : le Français Octave Lapize remporte le Tour de France même si le Luxembourgeois François Faber l'a lâché dans la 15e et ultime étape Caen-Paris (en cas de victoire d'étape Faber pouvait encore gagner le Tour) mais une crevaison à Saint-Nom-La-Bretèche oblige Faber à laisser partir l'Italien Ernesto Azzini qui gagne l'étape au sprint devant les Français Ernest Paul et Constant Ménager. Azzini est le 1er italien à gagner une étape du Tour. Faber termine 4e à 1 minute 50 secondes et Lapize finit 6e à 16 minutes 51 secondes. Il est à noter que c'est le seul Tour de France que Lapize terminera dans sa carrière.
- Au classement général :
- 1er Octave Lapize 63 pts (3 + 3 + 5 + 15 + 1 + 7 + 3 + 3 + 1 + 1 + 6 + 3 + 5 + 1 + 6)
- 2e François Faber 67 pts (4 + 1 + 1 + 1 + 4 + 8 + 1 + 7 + 2 + 3 + 9 + 9 + 9 + 4 + 4)
- 3e le Français Gustave Garrigou 86 pts (8 + 2 + 2 + 7 + 5 + 5 + 4 + 20 + 6 + 7 + 7 + 2 + 1 + 2 + 8)

### Septembre
8 septembre : l'Italien Alfredo Tibiletti gagne la première édition du Tour d'Ombrie.
15 septembre : le Belge Odile Defraye gagne le Championnat des Flandres.
20 septembre : l'Italien Mario Bruschera gagne Rome-Naples-Rome.
25 septembre : le Luxembourgeois François Faber gagne Paris-Tours pour la deuxième fois d'affilée.

### Octobre
8 octobre : l'Italien Luigi Ganna gagne le Tour d'Émilie.
16 octobre : l'Italien Emilio Petiva devient champion d'Italie sur route.
23 octobre : l'Italien Luigi Ganna gagne Milan-Modène.

### Novembre
- 6 novembre : l'Italien Giovanni Micheletto gagne le Tour de Lombardie.